# ソレノドン科
ソレノドン科（ソレノドンか、Solenodontidae）は、哺乳綱真無盲腸目に分類される科。アンティル諸島にキューバソレノドン、ハイチソレノドンの2種が現生する。

## 分布
イスパニョーラ島、キューバ

## 形態
大型のトガリネズミ類に類似する。吻は長く、先端の皮膚が裸出し、可動性と柔軟性が高い。尾は長く、筋肉質であり、体毛が少なく皮膚が裸出する。耳介は比較的大きく、毛よりも外側に突出する。四肢にはそれぞれ5本の指趾を持ち、前足には発達した鉤爪をもつ。計40本の歯をもち、上顎の門歯は長く突出する。唾液は有毒で、獲物を捕らえるのに役立っていると考えられている。

## 分類
現生種ではソレノドン属Solenodonのみで本科を構成する。一方でRoca et al. (2004) による分子系統解析では現生するキューバソレノドンとハイチソレノドンの分岐年代が2500万年前と推定されたことから、キューバソレノドンをAtopogale属に分割する説も提唱されている（ただし、キューバに分布した絶滅種については検討されていない）。本科の化石種は中期および後期漸新世（約2600 - 3200万年前）の地層からも知られている。西インド諸島に分布したネソフォンテス科Nesophontidae（絶滅科）に近縁と考えられており、ネソフォンテス類を本科に含める説もあった。ソレノドン科とネソフォンテス科でSolenodonota亜目を構成する説もある。
ソレノドン属は4種に分類されるが、2種は近代までに絶滅しキューバソレノドンとハイチソレノドンのみが現生する。
以下の分類は、Hutterer (2005) およびWoodman (2018) に従う。和名は川田ら (2018) に、英名はHutterer (2005) に従う。
†Solenodon arredondoi Morgan and Ottenwalder, 1993 オオソレノドン Giant solenodon（絶滅種）
キューバ西部。後期更新世に生存していたと考えられている。先コロンブス期に移入されたイヌ類による捕食や、生息地の破壊によって絶滅したとする説もある。
Solenodon cubanus Peters, 1861 キューバソレノドン Cuban solenodon
キューバ南東部
†Solenodon marcanoi (Patterson, 1962) マルカノソレノドン Marcano's solenodon（絶滅種）
イスパニョーラ島南部。ドミニカ共和国西部およびハイチ南部からの産出例がある。同地層で移入されたクマネズミ属が産出することから、先コロンブス期以降も生存していた可能性が示唆されている。
Solenodon paradoxus Brandt, 1833 ハイチソレノドン Hispaniolan solenodon
イスパニョーラ島（ドミニカ共和国、ハイチ南部）

## 生態
山岳地帯の森林に生息する。夜行性。単独で生活する。登攀も可能だが、おもに地表で活動する。おもに地中や落葉層にすむ甲虫・コオロギ類などの昆虫、倍脚類、ミミズなどの無脊椎動物を食べる。糞からは脊椎動物の残骸が見つかっており、トカゲ類や鳥類などの死肉を食べた例も知られている。
本来の生息環境では優位な捕食者であったと考えられており、捕食者としてボア類や猛禽類が挙げられる。現代では移入されたマングース類・野ネコ・イエイヌなどの食肉類によって捕食されている。

## 人間との関係
生息地の縮小や、外来種による捕食などの影響が懸念されている。キューバおよびドミニカ共和国では保護区が設置されている。